# 谢赫·阿合马
谢赫·阿合马（15世纪—1529年）是金帐汗国的残余大帐汗国阿黑麻汗的儿子，他是大帐汗国末代可汗。
阿黑麻汗被杀后，谢赫·阿合马的权力进一步削弱。大帐汗国与立陶宛大公国联盟，和与莫斯科大公国联合的克里米亚汗国作战。
1500年，莫斯科-立陶宛战争重新开始。立陶宛再次与大帐汗国结盟。1501年，谢赫·阿合马在雷利斯克、诺夫哥罗德-谢韦尔斯基、斯塔羅杜布附近进攻莫斯科的军队。立陶宛大公亚历山大一世·雅盖隆契克专注于自己在波兰王国的继承权而没有参战。严酷的冬天，加上克里米亚汗明里·格来燃烧草原，导致谢赫·阿合马的军队饥荒。许多人离他而去，1502年6月，剩下的军队在苏拉河被击败。
谢赫·阿合马被迫流亡。他寻求奥斯曼帝国的庇护，和莫斯科大公国结盟，他的前盟友立陶宛大公国囚禁谢赫·阿合马超过二十年。作为与克里米亚汗国谈判的筹码：如果克里米亚汗国不听话，谢赫·阿合马会被释放，恢复他与克里米亚汗国的战争。明里·格来成为立陶宛一个并不情愿的盟友。谢赫·阿合马羁押在特拉凯，他后来试图逃脱，被迁移到考納斯城堡。
1527年1月，谢赫·阿合马从监狱中释放出来，设法在阿斯特拉罕汗国夺取权力。他大约死在1529年。